# Річка (партія)
Річка (грец. Το Ποτάμι) — ліволіберальна політична партія Греції, яка виступає за європейський курс розвитку країни. Партія заснована в березні 2014 телеведучим Ставросом Теодоракісом як організація «Руху громадян для громадян», яка не мала у своїх лавах професійних політиків.

## Участь у виборах
Першими виборами для партії були вибори до Європарламенту у 2014 році. На цих виборах Річці вдалося отримати два мандати. У січні 2015 партії вдається пройти 4-х відсотковий бар'єр до парламенту Греції, де вона отримує 17 депутатських крісел.